# Dekokt
Dekokt (z łac. decoquo, decocsi, decoctum = gotować) - w piwowarstwie określenie części zacieru, zwykle 1/3, która pobierana jest z kadzi zaciernej, doprowadzana do wrzenia w kotle zaciernym, a następnie ponownie wlewana do zacieru głównego.
Dawniej dekokt oznaczał wywar wodny z ziół lekarskich lub innych składników.